# El Pensamiento Español (1919-1922)
El Pensamiento Español fue un periódico tradicionalista fundado por Juan Vázquez de Mella en septiembre de 1919 y dirigido a partir de noviembre de ese año por Miguel Fernández Peñaflor.

## Historia
El Pensamiento Español, que retomaba la cabecera del periódico homónimo dirigido por Gabino Tejado y Navarro Villoslada medio siglo antes, nació como órgano del partido católico tradicionalista (o mellista). 
La plantilla del diario se componía de antiguos redactores del periódico jaimista El Correo Español, que habían tenido que abandonarlo tras la separación de Vázquez de Mella del jaimismo en febrero de 1919. Dicha escisión se produjo tras la publicación de un mensaje antigermanófilo del pretendiente Don Jaime, pese a la oposición del entonces director de El Correo Español, Miguel Fernández Peñaflor.
Tras una disputa por la titularidad de El Correo Español que ganaron los jaimistas, los mellistas empezaron a publicar una Hoja Tradicionalista, que desapareció al iniciarse, el 16 de septiembre de 1919, la publicación del diario El Pensamiento Español, órgano de la Comunión o Partido Tradicionalista (mellista).

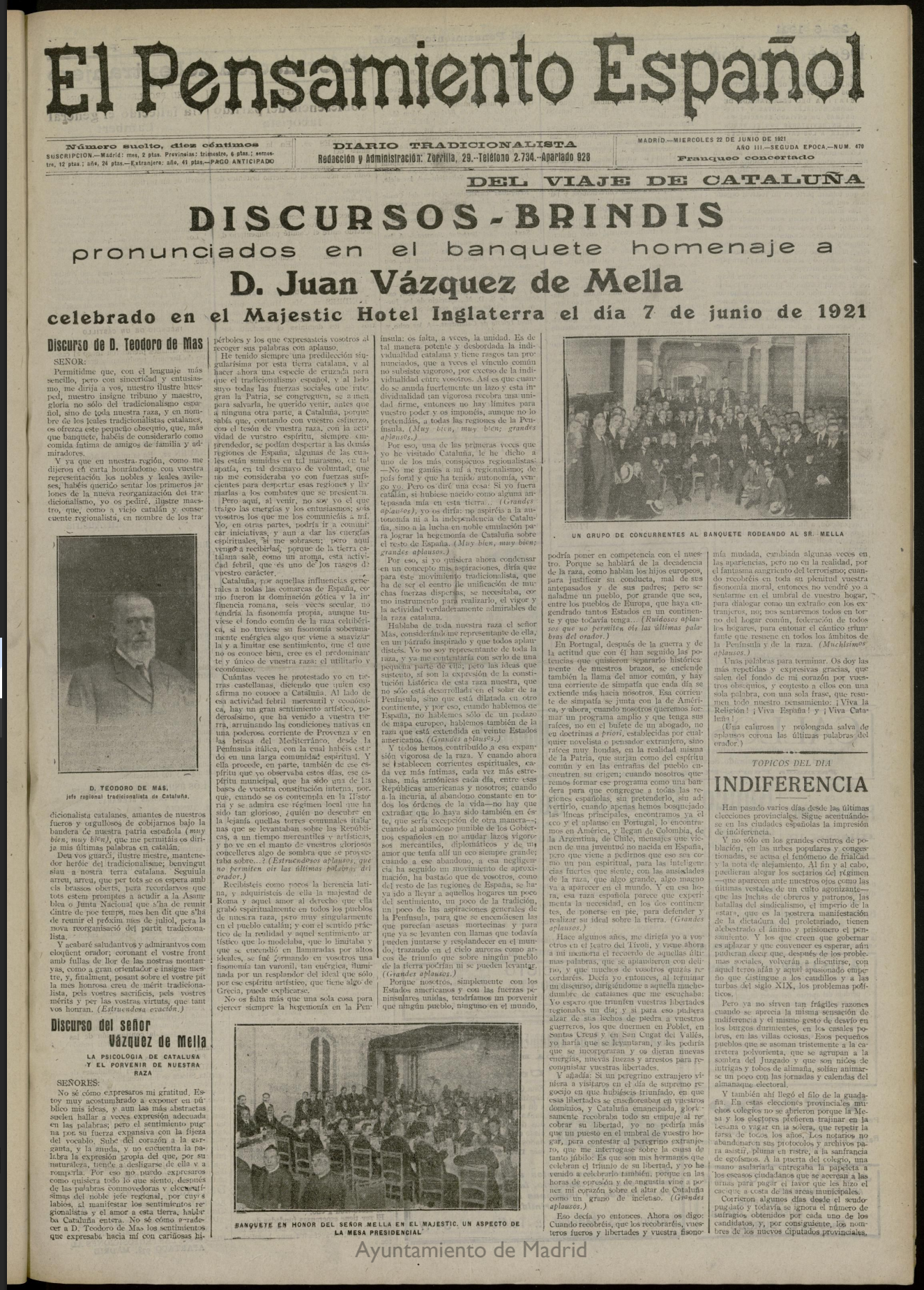
Edición de El Pensamiento Español del 22 de junio de 1921.

En el editorial de su primer número, debido a la pluma de Mella, declaraba «a nuestros amigos y a nuestros adversarios»: «No queremos sacrificar la legitimidad de la institución, que es lo más, a la de la dinastía, que es lo menos».
El diario publicó varios artículos contra la masonería, el comunismo y el judaísmo, que relacionaba entre sí, afirmando en uno de ellos que «el movimiento bolchevique tiene origen, impulso y dirección judaica».
Según Miguel Izu, El Pensamiento Español «fue el adalid más radical de un golpe de Estado militar», anticipándose al golpe de Primo de Rivera en septiembre de 1923.
Tras dos años y medio, se vio obligado a suspender su publicación el 29 de abril de 1922. Dos días después el administrador informaba a los suscriptores de la intención del diario de renovarse y constituirse como sociedad anónima para continuar la publicación. Sin embargo, el periódico no volvería a aparecer y tres meses después ofrecería a sus suscriptores la posibilidad de recibir el periódico El Universo en su lugar.
En la Asamblea del partido tradicionalista (mellista) celebrada el 12 de octubre del mismo año en Zaragoza, se dio a conocer el déficit total que había acumulado el diario, que ascendía a 371 215 pesetas. Cubrirían con los gastos principalmente Luis Lezama Leguizamón, con una aportación de 100 000 pesetas, y el propio Vázquez de Mella, con 271 216 pesetas (más intereses), cantidad que Mella pudo pagar tras vender algunas fincas suyas en Asturias. En dicha asamblea Mella anunció asimismo su abandono de la vida política, manifestando su intención de seguir trabajando con más tesón que nunca en la exposición y demostración de los principios tradicionalistas, pero por su cuenta y riesgo.